# Fish upon the Sky
Fish upon the Sky (ปลาบนฟ้า; RTGS: Pla Bon Fa, também conhecida como "Fish from the Sky, Fish upon the Sky") é uma série de televisão boys' love tailandesa de 2021 estrelada por Phuwin Tangsakyuen (Phuwin), Naravit Lertratkosum (Pond), Trai Nimtawat (Neo) e Thanawin Teeraphosukarn (Louis). A série é baseada no romance de mesmo nome criado e escrito por JittiRain, que também está por trás do romance de sucesso que virou série Theory of Love e 2gether: The Series (com suas respectivas sequências Still 2gether e 2gether: The Movie).
Dirigida por Sakon Wongsinwiset (Golf) e produzida pela GMMTV, a série é uma das dezesseis séries de televisão oferecidas pela GMMTV para 2021 durante o evento "GMMTV 2021: The New Decade Begins" que ocorreu em 3 de dezembro de 2020. A série estreou na GMM 25 e LINE TV em 9 de abril de 2021, indo ao ar às sextas-feiras às 20h30 ICT e 22h30 ICT, respectivamente. Substituiu o horário de A Tale of Thousand Stars. A série foi concluída em 25 de junho de 2021 e foi substituída pela reprise de 2gether: The Series e sua sequência Still 2gether durante o mesmo intervalo de tempo na rede. A série teve reprise de 25 de setembro de 2021 a 22 de outubro de 2021, todas as sextas a domingos às 20h30 no GMM 25, substituindo a reprise de sua antecessora A Tale of Thousand Stars. A reprise foi substituída pela série recém-estreada Bad Buddy Series no horário de sexta-feira, e pela reprise de I'm Tee, Me Too nos horários de sábado e domingo.

## Resumo do enredo
Pi é um estudante nerd do segundo ano de odontologia que nutre uma paixão secreta pelo colega do segundo ano, Muang Nan, da faculdade Allied Health Sciences. Diante da personalidade calorosa, do carisma e da beleza de Nan, a falta de aparência e confiança de Pi o leva a se sentir desamparado. Decidindo consultar seu irmão mais velho, Duean, sobre o que ele poderia mudar em si mesmo, Pi passa por uma transformação com o domínio de Duean e seus amigos. Agora um estudante elegante, bonito e armado com um pouco de coragem, Pi finalmente tem coragem de se aproximar de sua paixão. Ao fazer isso, ele conhece seu rival amoroso, Mork, um popular estudante de Medicina que está sempre ao lado de Muang Nan.
Pi faz de tudo para chamar a atenção de Nan sobre Mork, mas não tem a sorte de vencê-lo. As coisas começam a mudar quando Pi começa a sentir sentimentos diferentes por Mork, complicando a situação. Ele continuará tentando mostrar seus sentimentos a Nan? Ou um amor inesperado florescerá com Mork?

## Elenco

### Protagonistas
- Phuwin Tangsakyuen como Pattawee "Pi" Panichapun - Um estudante de odontologia anti-social e nerd do segundo ano, muitas vezes intimidado por seus óculos grossos e aparelho ortodôntico. Com um forte desejo de conquistar Muang Nan, ele muda sua aparência para ser mais atraente e adequado para sua paixão, até que seus sentimentos por Mork o fazem mudar de idéia.
- Naravit Lertratkosum (Pond) como Sutthaya "Mork" Nithikornkul - Uma estudante de medicina popular e gostosa do segundo ano que é a melhor amiga de Muang Nan. Ele tem uma paixão secreta por Pi há muito tempo e gosta de provocá-lo para chamar sua atenção.

### Coadjuvantes
- Trai Nimtawat (Neo) como Dollawee "Duean" Panichapun - Um estudante de engenharia do quinto ano de língua afiada, o líder da "Gangue Kitty", o segundo irmão mais velho de Pi e o interesse amoroso de Meen.
- Thanawin Teeraposukarn (Louis) como Sittha "Meen" Nithikornkul - Um estudante de medicina do primeiro ano, fofo e inocente, irmão mais novo de Mork e interesse amoroso de Duean.
- Sahaphap Wongratch (Mix) como Muang Nan - Um popular e gentil estudante de farmácia do segundo ano, melhor amigo de Mork e paixão de Pi.
- Thanawin Pholcharoenrat (Winny) como Koh
- Thanaset Suriyapornchaikul (Euro) como Yok
- Chayapol Jutamas (AJ) como Jeans
- Kittiphop Sereevichayasawat (Satang) como James

### Participação especial
- Ployshompoo Supasap (Jan) como Bam (Ep. 8-9, 11–12)
- Phatchara Thabthong (Kapook) como Professor Namphueng (Ep. 5–7)
- Phromphiriya Thongputtaruk (Papang) como Wan (Ep. 7)
- Darina Bunchu (Nancy) como Prik Pao (Ep. 4–12)
- Thawatchai Petchsuk (Yourboy Nuree) como Kluea Kang (Ep. 4–12)
- Chotipat Surasawat (Jeng) como Phu (Ep. 9)

## Episódios
| No. | Título                                                         | Data de lançamento original |
| --- | -------------------------------------------------------------- | --------------------------- |
| 1 | "The Change // Leech upon the Sky"                             | 9 de abril de 2021          |
| Após um evento universitário do Dia dos Namorados, Pi conhece Muang Nan, que lhe oferece um guarda-chuva e uma caminhada até o ponto de ônibus. Sempre vendo Mork e Nan juntos, Pi fica furioso e chama Mork de seu rival amoroso. Na tentativa de fazer amizade com Pi, Mork se oferece para tirar fotos dele com Nan, não esperando as críticas contundentes à aparência de Pi quando as fotos foram postadas. Enquanto isso, Duean se matricula em um curso de habilidades para a vida que ele reprovou há quatro anos para se formar, conhecendo Meen e se sentindo irritado pelo outro que o segue constantemente. |                                                                |                             |
| 2 | "The Kitty Gang and Pi, The Guy on Fire // Haunted Dreams"     | 16 de abril de 2021         |
| Duean marca uma reunião com Pi e a Kitty Gang para sua transformação. Enquanto está no shopping, Pi encontra Mork, que tenta se desculpar pelo incidente fotográfico. Enquanto corria atrás de um ônibus para chegar antes de Mork ao corpo docente de Muang Nan, ele desmaia de exaustão pelo calor. Duean e Meen se encontram para trabalhar em sua primeira tarefa em grupo. |                                                                |                             |
| 3 | "Oh My Gross // The Dangerous Water Bottle"                    | 23 de abril de 2021         |
| Pi convida Muang Nan para um evento, que a princípio rejeita, mas acaba concordando. Depois de ouvir uma conspiração envolvendo um dos laboratórios sendo assombrado por fantasmas que realizam desejos, Pi vai ao laboratório tarde da noite, onde inesperadamente conhece Mork. Enquanto isso, Duean perde acidentalmente a garrafa de água de Meen. |                                                                |                             |
| 4 | "Building a Ship // Left or Right"                             | 30 de abril de 2021         |
| Após os acontecimentos da noite anterior, um fandom online foi criado pelos carregadores do MorkPi. Pi lida com o desconforto de ter fotos dele e de Mork compartilhadas online. Meen menciona a Duean que achou engraçado que um aluno do quinto ano estivesse na classe deles. No meio do caos, Pi, Duean e sua turma desenvolvem um plano para desviar a atenção de Nan de Mork para Pi. |                                                                |                             |
| 5 | "Sailing the Ship // Love or Lie"                              | 7 de maio de 2021           |
| Pi leva Mork para casa, que confessa sua paixão. Enquanto isso, Duean continua fingindo ser um estudante do primeiro ano de odontologia durante sua viagem de projeto com Meen. Além disso, Pi consegue convencer os mestres da fanpage a parar de segui-lo e a Mork. |                                                                |                             |
| 6 | "Getting a Vaccine // Deadly Mosquitos"                        | 14 de maio de 2021          |
| Pi continua insistindo que não sente nada por Mork, mas nem ele está convencido. Para se distrair, ele confessa a Nan. Depois que Pi volta para casa nas primeiras horas da manhã, ele encontra sua mãe testemunhando evidências de sua paixão. Enquanto isso, Meen procura o nome impresso na bata de laboratório de Duean na tentativa de descobrir sua identidade. |                                                                |                             |
| 7 | "Complications // No More Gown"                                | 21 de maio de 2021          |
| Após a rejeição de Muang Nan, Pi começa a passar mais tempo com Mork. Assustado com o conforto que sente perto do outro, Pi fica na defensiva e se afasta da amizade. O irmão mais velho de Duean e Pi, Wan, volta para casa depois de seu estágio e dá alguns conselhos. Ao mesmo tempo, Meen e Duean discutem sobre a confusão em torno da verdadeira identidade de Duean. |                                                                |                             |
| 8 | "Social Distancing // Withdrawal Symptoms"                     | 28 de maio de 2021          |
| Pi insiste em conquistar Nan, apesar das contínuas confissões de Mork. Após a rejeição de Pi, Mork consulta os mestres da fanpage em uma última tentativa de chamar sua atenção. Em um momento de raiva, Pi diz a Mork para ficar longe dele, mas parece que não consegue parar de pensar nele quando ele realmente faz isso. Enquanto isso, Duean sente falta de Meen enquanto continua a evitá-lo. |                                                                |                             |
| 9 | "Placebo Effect // Start Again"                                | 4 de junho de 2021          |
| O amigo de Mork, Bam, finge ser sua namorada para deixar Pi com ciúmes e ter sucesso, mas ele revida convidando Muang Nan para sair. Nan revela um segredo a Mork que só o confunde ainda mais sobre seus sentimentos. Mork explica as origens de sua paixão por Pi. Mais tarde, Meen e Duean se reconectam. |                                                                |                             |
| 10 | "Probation // The Sweet Lucky Draw"                            | 11 de junho de 2021         |
| Pi se abre e propõe um namoro em liberdade condicional, onde pede a Mork para manter o relacionamento deles em segredo. Não totalmente satisfeito com os termos, Mork aceita. Meen descobre que Duean ainda é a mesma pessoa, apesar da mentira. |                                                                |                             |
| 11 | "Paranoia // Changed but Still the Same"                       | 18 de junho de 2021         |
| Pi faz de tudo para esconder de seus amigos seu relacionamento com Mork. Duean encontra Mork enquanto estudava na casa de Meen, e eles chegam a um acordo sobre seus sentimentos pelo irmão um do outro. Ao lidar com a reação dos fãs de MorkBam, Pi desconta sua frustração em Mork. Durante as comemorações após a aprovação na aula de habilidades para a vida, Duean tenta coagir Meen a beber. |                                                                |                             |
| 12 | "Fish upon the Sky // From Bad Luck to Beautiful Love (Final)" | 25 de junho de 2021         |
| Pi sofre quando suas fotos antigas vazam na festa de aniversário de Mork. Com apenas Mork como culpado, ele se sente impotente. Com a confissão e ajuda de Bam, eles eventualmente se reconciliam. Após a atuação de Meen na peça da Faculdade de Medicina, Duean confessa seus sentimentos. |                                                                |                             |

## Recepção
Na tabela abaixo, 
 representam as classificações mais baixas e 
 representa as classificações mais altas.
| Episódio | Horário (UTC+07:00) | Parcela média de audiência |
| -------- | ------------------- | -------------------------- |
| 1        | Sexta-feira 20:30   | 0.163%                     |
| 2        | Sexta-feira 20:30   | 0.245%                     |
| 3        | Sexta-feira 20:30   | 0.135%                     |
| 4        | Sexta-feira 20:30   | 0.236%                     |
| 5        | Sexta-feira 20:30   | 0.159%                     |
| 6        | Sexta-feira 20:30   | 0.183%                     |
| 7        | Sexta-feira 20:30   | 0.249%                     |
| 8        | Sexta-feira 20:30   | 0.222%                     |
| 9        | Sexta-feira 20:30   | 0.235%                     |
| 10       | Sexta-feira 20:30   | 0.135%                     |
| 11       | Sexta-feira 20:30   | 0.185%                     |
| 12       | Sexta-feira 20:30   | 0.207%                     |
| Média    | Média               | 0.197%                     |

## Trilhas sonoras
| Título   | Título romanizado | Título em inglês                           | Artista(s)                      |
| -------- | ----------------- | ------------------------------------------ | ------------------------------- |
| ข้างๆ     | Khang Khang       | Beside                                     | Thanawin Teeraphosukarn (Louis) |
| คนแบบไหน | Kon Baeb Nai      | What Kind of Person (Are you looking for?) | Sahaphap Wongratch (Mix)        |

## Reunião virtual de fãs ao vivo
Em 3 de agosto de 2021, dois meses após o término da série, GMMTV anunciou em suas plataformas de mídia social que a série terá um fanmeeting virtual ao vivo intitulado "Fish upon the Sky Live Fan Meeting: A Sky Full of Fish" em que , os atores (Phuwin Tangsakyuen, Naravit Lertratkosum (Pond), Trai Nimtawat (Neo), Thanawin Teeraphosukarn (Louis) e Sahaphap Wongratch (Mix)) fariam parte. Ocorreu em 4 de setembro de 2021.